# فوستوك 6
فوستوك 6 (بالروسية: Восток-6)‏، أول رحلة فضاء مأهولة تحمل رائدة فضاء وهي فالنتينا تريشكوفا إلى الفضاء.

## المهمة
أطلقت المركبة الفضائية في 16 يونيو 1963. في حين تأخر فوستوك 5 بسبب مشاكل فنّية. كان إطلاق فوستوك 6 دون أي صعوبات. قدّمت البيانات التي جُمِعت خلال البعثة أفضل فهمٍ لرد فعل جسم الأنثى في رحلات الفضاء. على غرار رحلات الفضاء التي أنجزها رواد الفضاء الروس في مركبات فوستوك الأخرى، أنجزت تريشكوفا سجلاً للرحلة والتقطت الصور ووجهت المركبة الفضائية يدوياً.
في وقتٍ لاحق، استخدمت الصور التي التقطتها تريشكوفا للأفق لتحديد طبقات الهباء الجوي في الغلاف الجوي. كان تصوّر المهمة، وهي رحلة مشتركة في فوستوك 5، في الأصل على أنها مهمة مشتركة مع مركبتي فوستوك تحمل كل منها رائدة فضاء، لكن تغيّرت هذه المهمّة حيث شهد برنامج فوستوك تغييراً كتمهيد لإعادة تشغيل البرنامج ضمن برنامج فوسخود. كانت فوستوك 6 الرحلة الأخيرة لمركبات الفضاء فوستوك.
بثّت شبكة تلفزيون الدولة السوفيتية فيديو مباشر للرائدة تريشكوفا من كاميرا داخل الكبسولة، وتحدّثت مع الرئيس نيكيتا خروتشوف عبر الراديو. وُصفت الاتصالات مع وحدات التحكم الأرضية بشأن صحتها العامة في تقارير ما بعد الرحلة بأنها «مراوغة»، وكانت الوثائق الرسمية للبعثة تتضمن ملاحظات تعاطف حول أداء تريشكوفا الكلي على متن المركبة.[بحاجة لمصدر]
في روايتها عن المهمة بعد الرحلة، وصفت تريشكوفا أنها كانت تعاني من آلام جسدية منوّعة وصعوبة في سماعة الرأس الموضوعة في الخوذة، وذكرت أنها تقيأت أثناء محاولتها تناول الطعام، إلا أنها عزت ذلك إلى مذاق الطعام وليس لظروف صحية لديها. من المشاكل الأخرى فقد ذكرت أن وكالة الفضاء الروسية زودتها بالطعام والماء ومعجون الأسنان إلا أنهم نسوا وضع فرشاة الأسنان.
وصف السجل التاريخي الرسمي لبرنامج الفضاء السوفيتي الذي نُشر عام 1973 الحالة الصحية لتريشكوفا وأداءها أثناء الطيران «بالكافية» بدلاً من كونها «جيدة أو ممتازة».
عام 2004، كشف النقاب عن خطأ في برنامج التحكم الذي جعل المركبة تصعد من المدار بدل الهبوط. لاحظت تريشكوفا العيب في اليوم الأول من الرحلة، وأبلغت عنه لمصمم المركبة سيرجي كوروليوف. ثم زوّد مراقبو الرحلة تريشكوفا ببيانات الدخول إلى برنامج الهبوط. بناءً على طلب كولوليف، حافظت تريشكوفا على سرّية الأمر. «بقيت صامتة، إلى أن يفغيني خرونوف قرر نشر الأمر على العموم، لذا يمكنني الحديث عن الأمر بسهولة.»
إحداثيات موقع هبوط فوستوك 6 53°12′34″N 80°48′14″E / 53.209375°N 80.80395°E، على بعد 200 كم غرب بارناول، ألتاي، في الاتحاد الروسي، وعلى بعد 7 كم جنوب بايفو، و650 كم شمال شرق قراغندي في كازاخستان. في هذا الموقع، أنشأت حديقة صغيرة على جانب الطريق فيها تمثال لتريشكوفا، ممدودة الأذرع موضوع على عمودٍ منحنٍ.
الكبسولة معروضة الآن في متحف RKK Energia في كوروليوف بالقرب من موسكو. شكّلت منذ سبتمبر 2015 جزءاً من محتوى معرض رواد الفضاء في متحف العلوم في لندن، وقد عرض المعرض عدداً من الأشياء الشهيرة من برنامج الفضاء السوفيتي.
كانت هذه آخر رحلة لمركبة فوستوك.

## الطاقم
| الرتبة | رائد فضاء                         | رائد فضاء                         |
| ------ | --------------------------------- | --------------------------------- |
| طيار   | فالنتينا تريشكوفا فقط رحلة فضائية | فالنتينا تريشكوفا فقط رحلة فضائية |

### طاقم الاحتياط
| الرتبة | رائد فضاء       | رائد فضاء       |
| ------ | --------------- | --------------- |
| طيار   | إرينا سولوفيوفا | إرينا سولوفيوفا |

### طاقم الرواد
| الرتبة | رائدة فضاء           | رائدة فضاء           |
| ------ | -------------------- | -------------------- |
| طيّارة  | فالنتينا بونوماريوفا | فالنتينا بونوماريوفا |

## الأبعاد
- الكتلة: 4,713 كـغ (10,390 رطل)
- خط القبا: 231 كـم (144 ميل)
- خط القبا: 180 كـم (110 ميل)
- زاوية الميلان: 64.9°
- الدور المداري: 87.8 دقيقة